# Ophiomyia ferox
Ophiomyia ferox är en tvåvingeart som beskrevs av Spencer 1977. Ophiomyia ferox ingår i släktet Ophiomyia och familjen minerarflugor. Inga underarter finns listade i Catalogue of Life.